# Elvis, il re del rock
Elvis, il re del rock (Elvis) è un film per la televisione del 1979 diretto da John Carpenter.
Il protagonista Elvis Presley è interpretato da Kurt Russell, che con questo film stringerà uno stretto legame con il regista.

## Trama
Il film racconta la vita e la carriera di Elvis sino al 1970, non descrivendo gli ultimi anni del cantante che portarono alla sua scomparsa nel 1977.

## Produzione
Il regista John Carpenter fa un cameo nel film: è l'uomo che fuma una sigaretta al tavolo da gioco dell'albergo di Las Vegas dove alloggia Elvis all'inizio. Da notare, inoltre, il fatto che John Carpenter è anche il nome dell'ultimo personaggio che Elvis interpretò per il cinema, nel 1969, nel film Change of Habit.
Un dodicenne Kurt Russell ha incontrato e lavorato con Elvis nel film Bionde, rosse, brune... (1963). In seguito Russell ha doppiato la voce di un giovane Elvis in Forrest Gump (1994) ed ha interpretato un sosia di Elvis nel film La rapina (2001).
Il cantante country Ronnie McDowell ha fornito la voce per una serie di canzoni che Russell ha eseguito nel film; delle 36 canzoni registrate solo 25 sono state utilizzate per la colonna sonora.
In una scena si vede Elvis (Russell) eseguire An American Trilogy durante il concerto: Presley però non pubblicò e non incluse il brano in alcun concerto prima del 1972.

## Distribuzione
Venne trasmesso per la prima volta dalla ABCTV l'11 febbraio 1979.
In seguito una versione più breve del film è stata distribuita nelle sale cinematografiche di Europa e Australia; in Italia venne distribuito dalla P.A.C. (Produzioni Atlas Associate) nell'agosto 1979.
Il doppiaggio italiano è considerato perduto.